# Votação por aprovação

Votação por aprovação.

Votação por aprovação é um sistema de votação cardinal no qual cada eleitor aprova ou não cada candidato de forma independente. O candidato com mais aprovações ganha.

## Vantagens e desvantagens
A grande vantagem da votação por aprovação é a simplicidade na determinação do vencedor. Também é considerado um dos melhores sistemas para se evitar a eleição de políticos e grupos corruptos considerando um cenário onde haja grupos corruptos e não corruptos com políticas semelhantes.
Um estudo realizado por Peter Fishburn indica que o voto por aprovação em dois estágios (ou turnos) é o sistema por voto simples que melhor reproduz a propensão de eleger o candidato mais favorável à eleitores, como escolhidos por sistemas mais sofisticados em um único estágio.  
No entanto, este sistema é alvo de algumas críticas no caso de um único estágio de votação. Um dos problemas apontados é que o eleitor tem que decidir em quantos candidatos votar. Além disso, se esse eleitor aprova mais do que um candidato, não tem forma de exprimir a preferência por um deles.
Outra alegada desvantagem deste sistema é que é possível haver um cenário onde o candidato vencedor nem sempre seria o predileto pela maioria dos eleitores. Por exemplo, considere-se uma eleição com 3 candidatos A, B e C, onde A é o predileto por 55% dos eleitores e C o predileto pelos restantes 45%. O candidato B não é o predileto, mas agrada a todos.
Admitamos, que as últimas pesquisas de opinião antes das eleições indicam que A e C têm ambos a predileção de metade dos eleitores, não sendo possível prever o resultado final. Os eleitores que preferem A poderão votar em A e B e os eleitores que preferem C poderão votar em B e C. Neste caso, ganharia B com a aprovação de todos os eleitores, sendo que o candidato A, predileto por mais de metade dos eleitores só obteria a aprovação de 55% dos eleitores. 
De acordo com Brams and Fishburn, cenários como este demonstram a vantagem democrática do sistema, e não uma falha, já que a o sistema elegeu o candidato de consenso como o mais adequado do que o mero preferido da maioria.
Em votação por aprovação, na existência de preferências dicotômicas o voto estratégico é o voto honesto. No entanto, a existência de preferências dicotômicas não é garantida em todo caso com um número maior do que 2 candidatos, o que sugere diversas possíveis estratégias avançadas, algo garantido para qualquer sistema de votação pelo teorema de Gibbard.
Algumas estratégias triviais incluem votar aprovando apenas um candidato ("bullet voting"), votar aprovando todos com a exceção de um único candidato (enterramento) e a aprovação de candidatos com baixa preferência para evitar a eleição de candidatos ainda menos preferidos.
No entanto, todas estratégias mais avançadas como as apontadas por Niemi, requerem conhecimento detalhado das ordens de preferência dos demais eleitores, o que não é uma informação acessível no caso de pesquisas de opinião que meramente simulam a votação oficial, que neste caso também seria a própria votação por aprovação (como comumente é feito). Isso sugere que votação estratégia será limitada à estratégias triviais.

## Uso actual deste sistema de votação
- Eleição do Secretário-geral das Nações Unidas

## Para vencedores Múltiplos
Existem sistemas que tentam aplicar votação por aprovação, pra resultados de vencedores múltiplos.

### Votação por aprovação plurinominal
Esse sistema tenta combinar aprovação com votação plurinominal. Nele, o eleitor vota em quantas pessoas quiser, e seus votos valem igualmente pra todos os candidatos; vence o que tiver mais pontos.

### Votação por aprovação proporcional
É um tipo diferente de votação por aprovação, usado na Suécia brevemente no início do século XX. Nesse sistema de votação, as cédulas de quem votou em um candidato vencedor, tem seus pontos contados pela metade.
Por exemplo, numa situação aonde 2 vagas seriam disputadas, 5 pessoas se candidatam: Roberto, Geraldo, Manoel, José e João. Existem 100 eleitores, e cada aprovação, conta 1 ponto.
| Nº de Eleitores | Quantos pontos valem o voto | Roberto     | Geraldo     | Manoel      | José        | João        |
| --------------- | --------------------------- | ----------- | ----------- | ----------- | ----------- | ----------- |
| 5               | 1                           | Não aprovam | Não aprovam | Aprovam     | Aprovam     | Não aprovam |
| 30              | 1                           | Não aprovam | Não aprovam | Aprovam     | Aprovam     | Aprovam     |
| 3               | 1                           | Não aprovam | Não aprovam | Aprovam     | Não aprovam | Aprovam     |
| 1               | 1                           | Não aprova  | Não aprova  | Não aprova  | Aprova      | Aprova      |
| 32              | 1                           | Não aprovam | Aprovam     | Não aprovam | Não aprovam | Não aprovam |
| 29              | 1                           | Aprovam     | Não aprovam | Não aprovam | Não aprovam | Não aprovam |
| Total de pontos | 1                           | 29          | 32          | 38          | 36          | 34          |

Nesse cenário, Manoel venceu por ter 38 pontos, pois foi aprovado por 38 pessoas (30 somado aos 3 somado aos 5 que o aprovaram). Num sistema de aprovação comum, José seria o segundo vencedor, entretanto, nesse sistema, os pontos de pessoas que aprovaram Manoel, valerão metade do que eles valem. Assim, pra determinar o segundo vencedor, façamos uma nova contagem
| Nº de Eleitores | Quantos pontos valem o voto | Roberto     | Geraldo     | Manoel      | José        | João        |
| --------------- | --------------------------- | ----------- | ----------- | ----------- | ----------- | ----------- |
| 5               | 1/2                         | Não aprovam | Não aprovam | Aprovam     | Aprovam     | Não aprovam |
| 30              | 1/2                         | Não aprovam | Não aprovam | Aprovam     | Aprovam     | Aprovam     |
| 3               | 1/2                         | Não aprovam | Não aprovam | Aprovam     | Não aprovam | Aprovam     |
| 1               | 1                           | Não aprova  | Não aprova  | Não aprova  | Aprova      | Aprova      |
| 32              | 1                           | Não aprovam | Aprovam     | Não aprovam | Não aprovam | Não aprovam |
| 29              | 1                           | Aprovam     | Não aprovam | Não aprovam | Não aprovam | Não aprovam |
| Total de pontos | 1                           | 29          | 32          | 19          | 18,5        | 17,5        |

Nessa contagem, José e João tiveram 1 ponto cada um, pois, esse eleitor não votou em Manoel; entretanto, os votos dos 35 eleitores que votaram em José, mas votaram também em Manoel, foram divididos por 2, fazendo com que ele tivesse 18,5 pontos e não mais 36; o mesmo vale pra João, que agora tem 17,5 pontos. Agora, o que venceu o segundo assento, foi Geraldo, e não José.
Se houvesse mais um assento, os votos de quem votou em Geraldo seriam divididos por 2 também. Se uma pessoa tem 2 candidatos que ela aprovou se elegendo, ou seja, se Geraldo e Manoel vencessem e houvesse mais um assento, os votos dessa pessoa que aprovou Geraldo e Manoel, valeriam 1/3.